# Cerro del Agua
Cerro del Agua är ett samhälle i kommunen Luvianos i delstaten Mexiko i Mexiko. Cerro del Agua hade 145 invånare vid folkräkningen år 2020.